# Chavagnac (Cantal)
Chavagnac is een plaats en  gemeente in het Franse departement Cantal in de regio Auvergne-Rhône-Alpes en telt 103 inwoners (2009). De plaats maakt deel uit van het arrondissement Saint-Flour].

## Geschiedenis
Chavagnac fuseerde op 1 januari 2016 met Celles, Chalinargues, Neussargues-Moissac en Sainte-Anastasie tot de commune nouvelle Neussargues en Pinatelle.
Op verzoek van vier van de vijf voormalige gemeenten werd de fusie per 1 januari 2025 ongedaan gemaakt en werden de in 2016 opgeheven gemeenten hersteld.

## Geografie
De oppervlakte van Chavagnac bedraagt 16,1 km², de bevolkingsdichtheid is dus 6,4 inwoners per km².
De onderstaande kaart toont de ligging van Chavagnac (Cantal) met de belangrijkste infrastructuur en aangrenzende gemeenten.

## Demografie
Onderstaande figuur toont het verloop van het inwonertal.
Vanwege een beveiligingsprobleem met de MediaWiki Graph-software is het momenteel niet mogelijk deze grafiek weer te geven. Zodra de software is bijgewerkt zal de grafiek vanzelf weer zichtbaar worden.